# La Croix-du-Perche

La Croix-du-Perche este o comună în departamentul Eure-et-Loir, Franța. În 1 ianuarie 2022 avea o populație de 148 de locuitori.